# Liza Marijina
Liza Marijina (rojena kot Liza Marija Grašič), slovenska igralka, 7. september 1989, Ljubljana
Končala je osnovno šolo in srednjo šolo v Ljubljani. Leta 2009 se je vpisala Akademijo za gledališče, radio, film in televizijo v Ljubljani. Diplomirala je leta 2013 z vlogo Solange v igri Služkinji, Leta 2013 je postala članica SLG Celje, po krajši svobodni poti pa se je zaposlila v Drami SNG Maribor. Pod nekatera dela je podpisana še kot Liza Marija Grašič, a ga je leta 2019 uradno spremenila v Liza Marijina. Liza Marijina je torej njeno pravo, uradno ime in ne le umetniško, kot zmotno mislijo nekateri. 

## Nagrade
- 2016: Borštnikova nagrada za mlado igralko za vlogi Rose Bernd (Rose Bernd, SLG Celje) in Henriete (Učene ženske po motivih Molièrovih Učenih žensk, SLG Celje in MGP)
- 2016: Večerova nagrada za igralske dosežke v sezoni 2015/16 za vloge Rose Bernd (Rose Bernd), Henriete (Učene ženske po motivih Molièrovih Učenih žensk) in Dekleta (Nostalgična komedija)
- 2019: vesna za najboljšo glavno žensko vlogo na 22. Festivalu slovenskega filma za vlogo Neže v filmu Polsestra
- 2021: vesna za najboljšo glavno žensko vlogo na 24. Festivalu slovenskega filma za vlogo Eve v filmu Prasica, slabšalni izraz za žensko

## Filmografija

### Filmi
| Leto | Naslov                             |
| ---- | ---------------------------------- |
| 2019 | Polsestra                          |
| 2022 | Prasica, slabšalni izraz za žensko |

### Televizija
| Leto    | Naslov        | Vloga        | Opombe         |
| ------- | ------------- | ------------ | -------------- |
| 2017–18 | Reka ljubezni | Sara Kovač   | 1. - 3. sezona |
| 2022-23 | Ja, Chef!     | Katja Bohinc | 5. - 6. sezona |

## Gledališče
- 2017 IMPROVIZIJA, Cankarjev dom, Zunajinstitucionalni projekti
- 2017 Julija; ROMEO IN JULIJA, r. Matjaž Zupančič, Slovensko ljudsko gledališče Celje
- 2016 CHAGALL, r. Ivan Peternelj, Zunajinstitucionalni projekti, Mini teater Ljubljana, ŠKUC gledališče
- 2016 Danica; Branislav Nušić ŽALUJOČA DRUŽINA, r. Igor Vuk Torbica, Slovensko ljudsko gledališče Celje, Prešernovo gledališče Kranj
- 2016 Rose Bernd; Gerhart Hauptmann ROSE BERND, r. Mateja Koležnik, Slovensko ljudsko gledališče Celje
- 2015 Dekle; Vinko Möderndorfer NOSTALGIČNA KOMEDIJA, r. Boris Kobal,Slovensko ljudsko gledališče Celje
- 2015 Henrieta; Jean-Baptiste Poquelin Molière UČENE ŽENSKE PO MOTIVIH MOLIÈROVIH UČENIH ŽENSK, r. Jernej Lorenci, Slovensko ljudsko gledališče Celje,Mestno gledališče Ptuj
- 2015 Nevesta; Paul Dooley, Winnie Holzman, William Mastrosimone, David Auburn, Nina shengold, Lauren Wilson IZGUBLJENE LJUBEZNI, r. Nikola Zavišić, Slovensko ljudsko gledališče Celje
- 2015 Muza, Alma Souvan, Kettejeva duša; Luka Martin Škof, Blaž Rejec VEŠ, POET SVOJ DOLG?, r. Luka Martin Škof, Slovensko ljudsko gledališče Celje
- 2014 Anika; Felizia Zeller KASPAR HAUSER MORJE HIŠ, r. Janez Pipan, Slovensko ljudsko gledališče Celje
- 2014 Emily Webb; Thornton Wilder NAŠE MESTO, r. Matjaž Zupančič, Slovensko ljudsko gledališče Celje
- 2013 Pika Nogavička; Astrid Lindgren PIKA NOGAVIČKA, r. Anđelka Nikolić, Slovensko ljudsko gledališče Celje
- 2013 TULKUDREAM, r. Ema Kugler, Plesni teater Ljubljana
- 2013 Naso Ovidij Publij METAMORFOZE, r. Daniel Day Škufca, Akademija za gledališče, radio, film in televizijo
- 2012 Audrey; Ken Ludwig SLEPARJA V KRILU, r. Boris Kobal, Slovensko ljudsko gledališče Celje
- 2012 Porcija; William Shakespeare JULIJ CEZAR, r. Mateja Kokol, Akademija za gledališče, radio, film in televizijo, Cankarjev dom